# نويل فيدوت
نويل فيدوت (بالفرنسية: Noël Vidot)‏ هو مدرب كرة قدم ولاعب كرة قدم فرنسي في مركز الوسط، ولد في 15 ديسمبر 1962 في سان دوني في فرنسا. لعب مع ستاد لافالوا ونادي لومان ونادي لوهافر ونيم أولمبيك.

## وصلات خارجية
- نويل فيدوت على موقع قاعدة بيانات كرة القدم.إي يو (الإنجليزية)
- نويل فيدوت على موقع ناشيونال فوتبول تيمز (الإنجليزية)
- نويل فيدوت على موقع Soccerway.com (الإنجليزية)
- نويل فيدوت على موقع عالم كرة القدم.نت (الإنجليزية)
- نويل فيدوت على موقع GSA (الإنجليزية)